# Трибан (Хорватія)
Трибан (хорв. Triban) — населений пункт у Хорватії, в Істрійській жупанії у складі міста Бує.

## Населення
Населення за даними перепису 2011 року становило 131 осіб.
Динаміка чисельності населення поселення:

## Клімат
Середня річна температура становить 12,95 °C, середня максимальна – 26,54 °C, а середня мінімальна – -1,44 °C. Середня річна кількість опадів – 1065 мм.
| Клімат поселення                              | Клімат поселення | Клімат поселення | Клімат поселення | Клімат поселення | Клімат поселення | Клімат поселення | Клімат поселення | Клімат поселення | Клімат поселення | Клімат поселення | Клімат поселення | Клімат поселення | Клімат поселення |
| Показник                                      | Січ.             | Лют.             | Бер.             | Квіт.            | Трав.            | Черв.            | Лип.             | Серп.            | Вер.             | Жовт.            | Лист.            | Груд.            |                  |
| Середній максимум, °C                         | 9,56             | 10,38            | 13,64            | 16,97            | 21,96            | 25,97            | 26,54            | 26,14            | 21,78            | 17,12            | 12,06            | 8,78             |                  |
| Середня температура, °C                       | 4,07             | 4,88             | 8,14             | 11,47            | 16,45            | 20,47            | 22,80            | 22,39            | 18,02            | 13,36            | 8,29             | 5,04             |                  |
| Середній мінімум, °C                          | −1,44            | −0,62            | 2,63             | 5,96             | 10,95            | 14,96            | 19,04            | 18,63            | 14,26            | 9,60             | 4,54             | 1,29             |                  |
| Норма опадів, мм                              | 74               | 59               | 76               | 87               | 83               | 95               | 65               | 92               | 104              | 119              | 116              | 95               |                  |
| Середньомісячна швидкість вітру, м/с          | 2.04             | 2.30             | 2.40             | 2.44             | 2.20             | 2.10             | 2.10             | 2.04             | 2.05             | 2.26             | 2.28             | 2.18             |                  |
| Середньомісячна сонячна радіація, кДж/м²·день | 4432             | 7430             | 10664            | 15067            | 19185            | 21047            | 21951            | 18705            | 13864            | 8954             | 4896             | 3743             |                  |
| --------------------------------------------- | ---------------- | ---------------- | ---------------- | ---------------- | ---------------- | ---------------- | ---------------- | ---------------- | ---------------- | ---------------- | ---------------- | ---------------- | ---------------- |
| Джерело:                                      |                  |                  |                  |                  |                  |                  |                  |                  |                  |                  |                  |                  |                  |